# 中谷友紀子
中谷 友紀子（なかたに ゆきこ、1987年10月30日 - ）は、日本の女性アニメーター、キャラクターデザイナー。以前はメタスタジオ（スタジオガッツ）に所属していたが、2022年5月に退社しフリーランスになったことを明らかにしている。愛知県出身。

## 略歴
子供の頃から漫画やアニメに親しみ、学校の机やノートにアニメのキャラクターの落書きを描いていたほか、父親がパソコンを使っていた関係で小学校高学年の時には自らホームページを作り自作の絵を公開していた。
高校進学時に上京しファッション系の専門学校と通信制の高校に進学、高校卒業後スタジオガッツに入社、アニメーターとして働き始める。2006年に『貧乏姉妹物語』で初めて原画を担当、2015年、『Go!プリンセスプリキュア』で初めてキャラクターデザインを担当する。
絵で影響を受けた人物として漫画家の多田由美を挙げている。また一番衝撃を受けたアニメは『人狼 JIN-ROH』であるという。

## 参加作品

### テレビアニメ
2008年
- ONE PIECE（作画監督・15周年記念衣装設定）

2009年
- ヤッターマン（作画監督）

2010年
- おおかみかくし（作画監督）
- ひめチェン!おとぎちっくアイドル リルぷりっ（作画監督）
- 俺の妹がこんなに可愛いわけがない（作画監督）

2011年
- トリコ（作画監督）
- C（作画監督）
- 猫神やおよろず（作画監督）
- 僕は友達が少ない（作画監督・作画監督補佐）

2012年
- BRAVE10（作画監督補佐）
- 探偵オペラ ミルキィホームズ第2幕（作画監督補佐）
- 超速変形ジャイロゼッター（作画監督）

2013年
- 僕は友達が少ないNEXT（衣装デザイン）
- ロウきゅーぶ!SS（作画監督）
- 夜桜四重奏 〜ハナノウタ〜（作画監督）
- Super Seisyun Brothers-超青春姉弟s-（作画監督）

2014年
- プピポー!（作画監督）
- レディ ジュエルペット（作画監督）

2015年
- Go!プリンセスプリキュア（キャラクターデザイン・総作画監督・作画監督・原画）

2016年
- 魔法つかいプリキュア!（作画監督）
- 名探偵コナン（作画監督）
- ベイブレードバースト（作画監督）
- ヘボット!（作画監督）

2019年
- HUGっと!プリキュア（作画監督）

2020年
- 無能なナナ（作画監督、原画）
- 『ヒプノシスマイク -Division Rap Battle-』Rhyme Anima（作画監督）

2021年
- トロピカル〜ジュ!プリキュア（キャラクターデザイン・OP作画監督・作画監督）

2022年
- ドラゴンクエスト ダイの大冒険 (2020)（原画）

2023年
- ひろがるスカイ!プリキュア（OP原画）
- 薬屋のひとりごと（2023年 - 2025年、キャラクターデザイン・総作画監督）

2024年
- わんだふるぷりきゅあ!（作画監督）

2025年
- この会社に好きな人がいます（作画監督）
- 九龍ジェネリックロマンス（総作画監督）

### 特別番組
2012年
- ONE PIECE エピソードオブナミ 〜航海士の涙と仲間の絆〜（キャラクターデザイン・作画監督）
- ONE PIECE エピソードオブルフィ 〜ハンドアイランドの冒険〜（キャラクターデザイン・作画監督）

2013年
- ONE PIECE エピソードオブメリー 〜もうひとりの仲間の物語〜（サブキャラクターデザイン・作画監督）

### 劇場アニメ
2015年
- 映画 プリキュアオールスターズ 春のカーニバル♪（オリジナルキャラクターデザイン）
- 映画 Go!プリンセスプリキュア Go!Go!!豪華3本立て!!!（キャラクターデザイン）

2016年
- 映画 プリキュアオールスターズ みんなで歌う♪奇跡の魔法!（オリジナルキャラクターデザイン）

2017年
- 映画 プリキュアドリームスターズ!（オリジナルキャラクターデザイン・総作画監督）
- Petit☆ドリームスターズ!レッツ・ラ・クッキン?ショータイム!（オリジナルキャラクターデザイン）

2018年
- 映画 HUGっと!プリキュア♡ふたりはプリキュア オールスターズメモリーズ（オリジナルキャラクターデザイン）

2019年
- 映画 スター☆トゥインクルプリキュア 星のうたに想いをこめて（作画監督）

2021年
- 映画 トロピカル〜ジュ!プリキュア プチ とびこめ!コラボ♡ダンスパーティ!（キャラクターデザイン）

2021年
- 映画 トロピカル〜ジュ!プリキュア 雪のプリンセスと奇跡の指輪!（キャラクターデザイン）

2022年
- わたしだけのお子さまランチ（オリジナルキャラクターデザイン・原画）

2023年
- 映画 プリキュアオールスターズF（プリキュアシリーズキャラクターデザイン・作画監督）

### OVA
- 夜桜四重奏 〜ホシノウミ〜（2011年、作画監督）
- 君のいる町（2012年、作画監督）

## 著書
- 『中谷友紀子 東映アニメーションプリキュアワークス』（一迅社、2018年9月1日発売）ISBN 978-4-7580-1620-9[6]
- 『中谷友紀子 東映アニメーションプリキュアワークス2』（一迅社、2022年9月16日発売）ISBN 978-4-75-801783-1[7]